# Абрамов Борис Петрович
Борис Петрович Абрамов (15 вересня 1926 року, Урень, Нижньогородська губернія — 7 вересня 1973 року, там же) — працівник радянського сільського господарства, голова колгоспу «Трактор» Уренського району Горьківської (нині Нижньогородської) області. Герой Соціалістичної Праці (1966). Заслужений агроном РРФСР.

## Біографія
Народився 15 вересня 1926 року у сім'ї службовців у робочому селищі Урень (нині місто — районний центр). 1946 року, закінчивши курси трактористів, розпочав трудову діяльність на Уренській МТС. Закінчив Горьківський будівельний технікум (1946) і Горьківський сільськогосподарський інститут (1950), у якому проходив наступну аспірантуру. 1950 року був призначений головним агрономом у колгоспі «Трактор» Уренського району. 1961 року був обраний головою колгоспу «Трактор». Керований Борисом Абрамовим колгосп неодноразово перевиконував план із заготівлі сільськогосподарської продукції. За видатні досягнення, досягнуті у збільшенні виробництва та заготівлі зернових та кормових культур, був нагороджений у 1966 році званням Героя Соціалістичної Праці.
Брав участь у Всесоюзній виставці ВДНГ, де отримав одну срібну та три бронзові нагороди. 1967 року був обраний 1-м секретарем Уренського райкому КПРС.
Помер 7 вересня 1973 року і був похований на міському цвинтарі в місті Урень Нижньогородської області.

## Нагороди
- Заслужений агроном РРФСР (1965)
- Герой Соціалістичної Праці — указом Президії Верховної Ради від 26 червня 1966 року
- Орден Леніна (1966)
- Орден Трудового Червоного Прапора
- Орден «Знак Пошани»